# Pidmonastîrok, Radehiv
Pidmonastîrok (în ucraineană Підмонастирок) este un sat în comuna Berezivka din raionul Radehiv, regiunea Liov, Ucraina.

## Demografie
Componența lingvistică a localității Pidmonastîrok
     Ucraineană (100%)
Conform recensământului din 2001, toată populația localității Pidmonastîrok era vorbitoare de ucraineană (100%).